# Bukovany (okres Benešov)
Obec Bukovany (německy Bukowan) se nachází v okrese Benešov, ve Středočeském kraji, 6 km severozápadně od Benešova a 2 km východně od Týnce nad Sázavou. Žije zde 819 obyvatel.

## Historie
První písemná zmínka o obci pochází z roku 1318.
Za druhé světové války se ves stala součástí vojenského cvičiště Zbraní SS Benešov a její obyvatelé se museli 1. dubna 1943 vystěhovat.

### Územněsprávní začlenění
Dějiny územněsprávního začleňování zahrnují období od roku 1850 do současnosti. V chronologickém přehledu je uvedena územně administrativní příslušnost obce v roce, kdy ke změně došlo:
- 1850 země česká, kraj České Budějovice, politický a soudní okres Benešov[6]
- 1855 země česká, kraj Tábor, soudní okres Benešov
- 1868 země česká, politický a soudní okres Benešov
- 1939 země česká, Oberlandrat Tábor, politický i soudní okres Benešov[7]
- 1942 země česká, Oberlandrat Praha, politický i soudní okres Benešov[8]
- 1945 země česká, správní i soudní okres Benešov[9]
- 1949 Pražský kraj, okres Benešov[10]
- 1960 Středočeský kraj, okres Benešov
- 2003 Středočeský kraj, okres Benešov, obec s rozšířenou působností Benešov

### Rok 1932
V obci Bukovany (přísl. Buková Lhota, Vidlákova Lhota, 899 obyvatel) byly v roce 1932 evidovány tyto živnosti a obchody: 4 hostince, 3 kováři, rolník, řezník, 2 obchody se smíšeným zbožím, tesařský mistr, trafika.

## Části obce
V letech 1869–1890 k obci patřila Úročnice a v letech 1869–1950 také Buková Lhota a Vidlákova Lhota.

## Doprava
Dopravní síť
- Pozemní komunikace – Do obce vede silnice II/106 Štěchovice - Týnec nad Sázavou - Bukovany - Benešov.

- Železnice – Železniční trať ani stanice na území obce nejsou.

Veřejná doprava 1. 4. 2021
- Autobusová doprava – V obci měly zastávky autobusové linky Benešov - Týnec nad Sázavou - Jílové u Prahy (spoje linky 752) a Benešov - Týnec nad Sázavou - Netvořice - Neveklov (spoje linky 753) (dopravce ČSAD Benešov, a. s.).

## Další fotografie

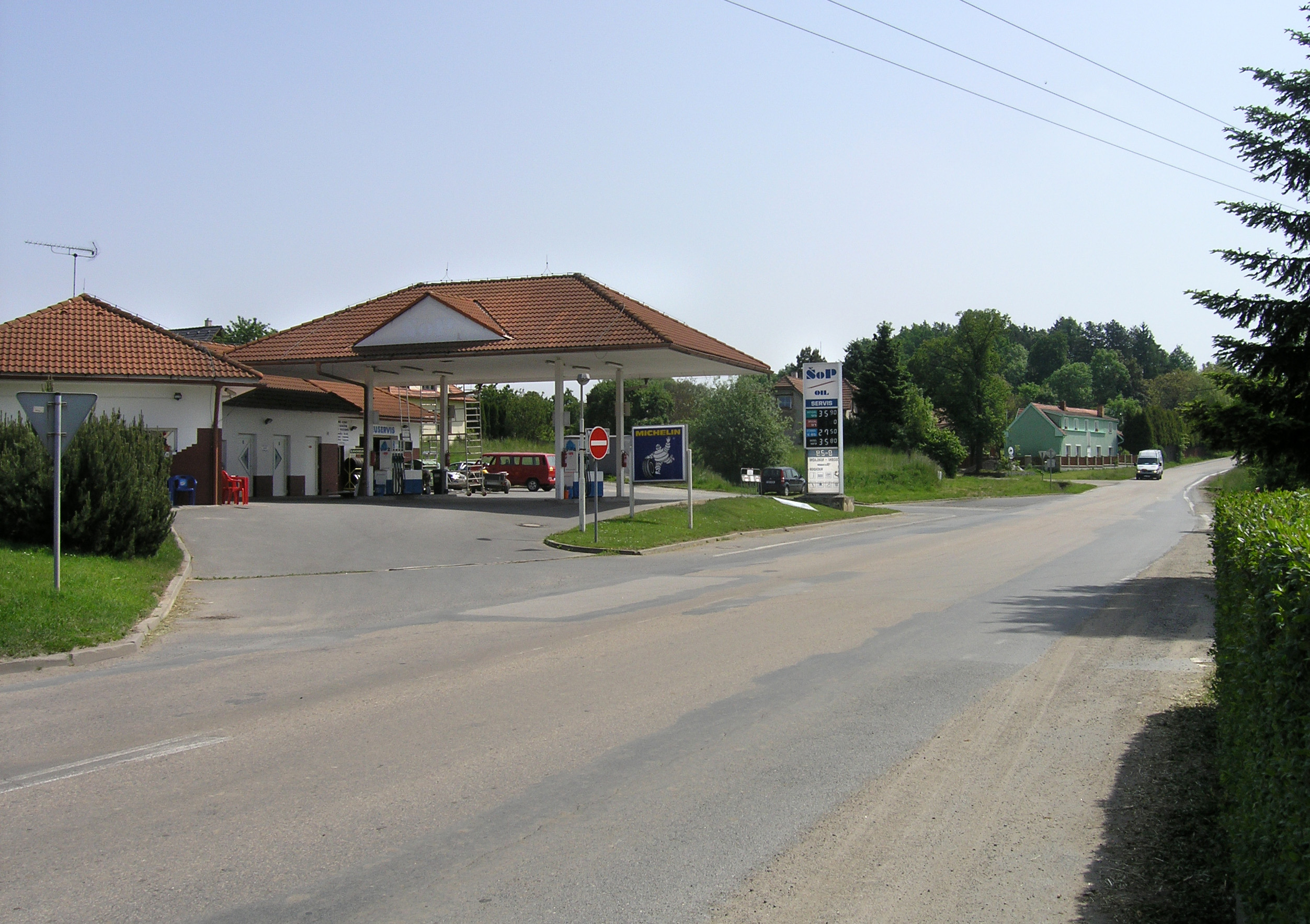
Benzínová pumpa
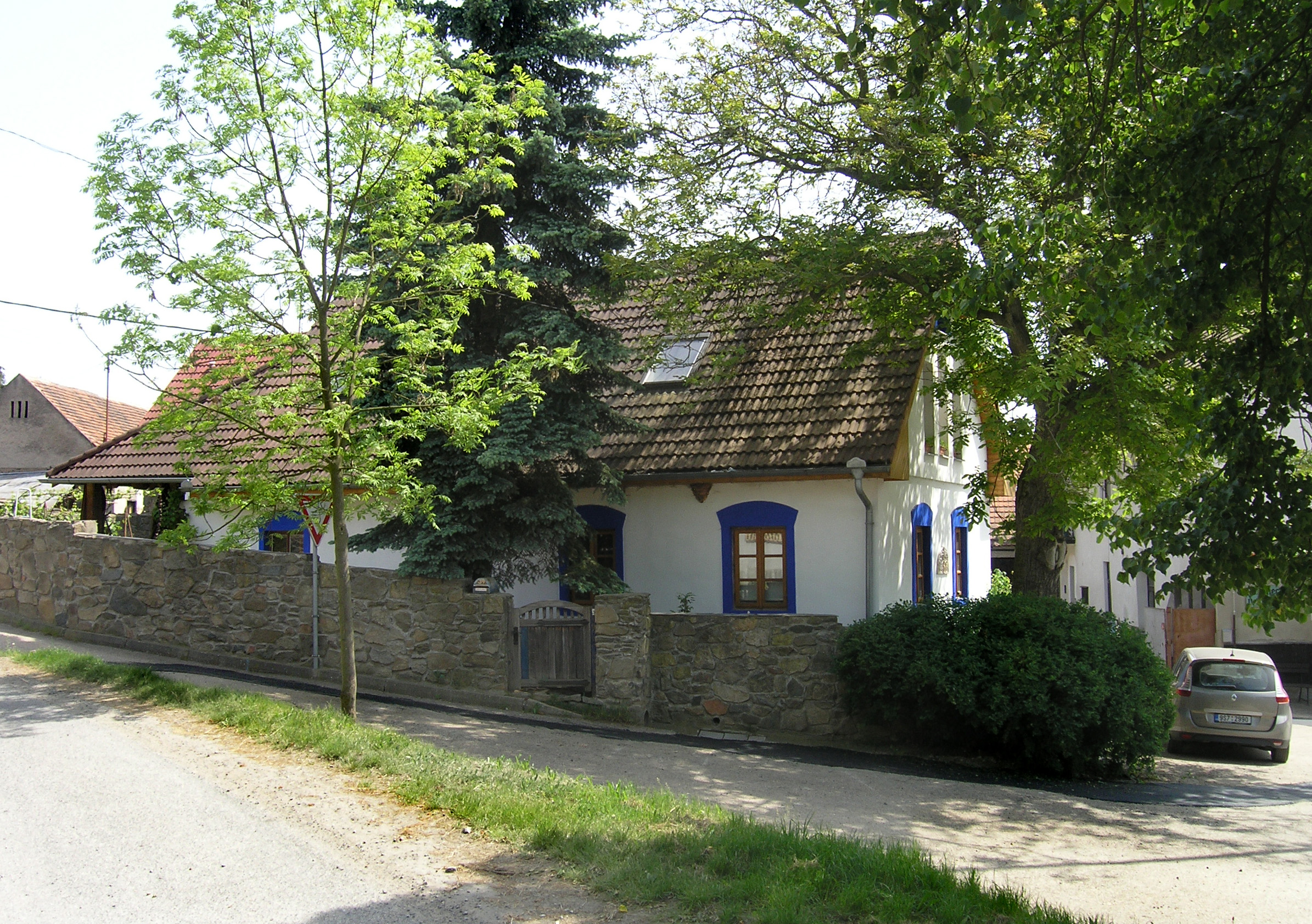
Chalupa na návsi
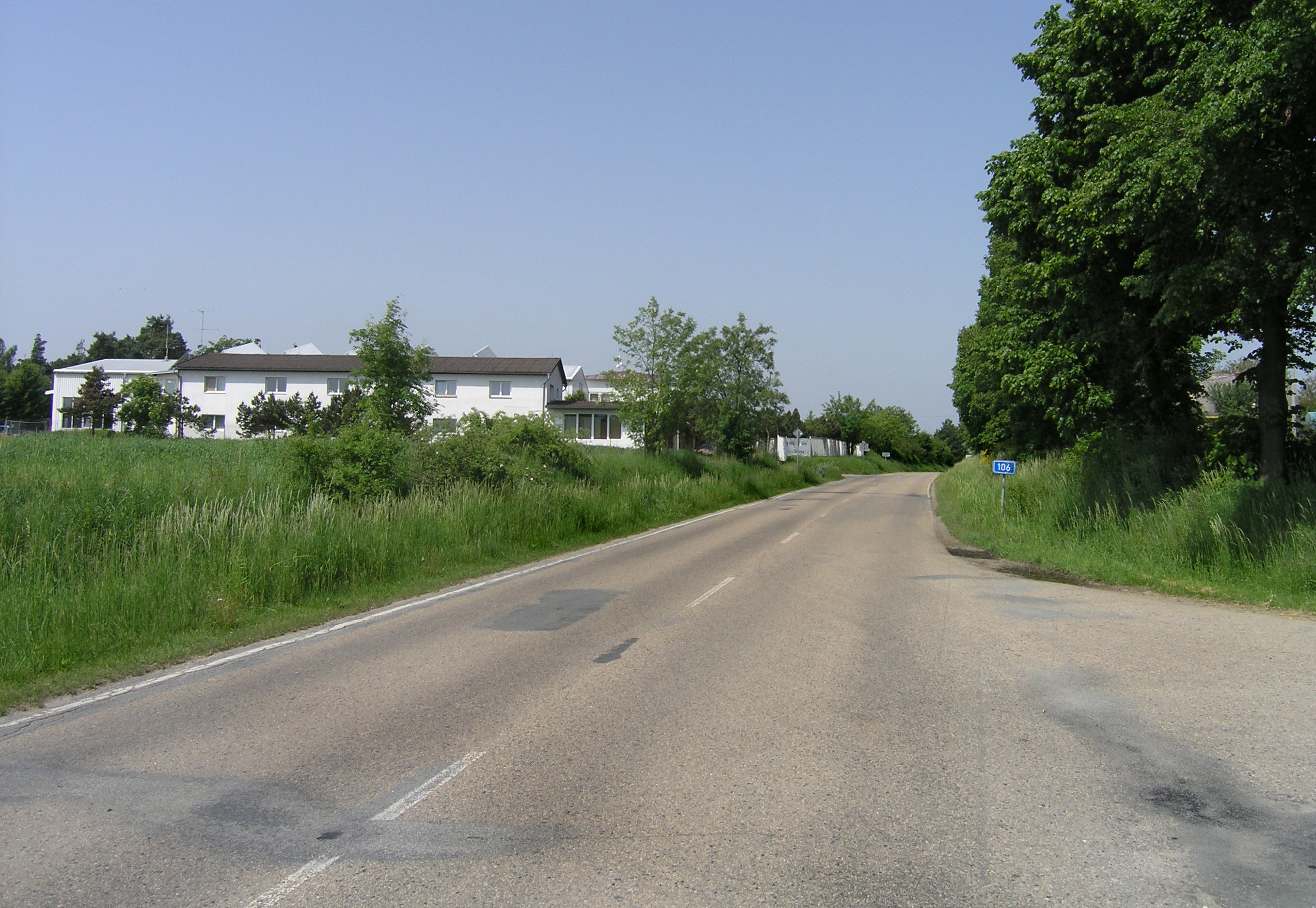
Silnice II/106 směrem k Týnci nad Sázavou